# Choi Min-sik
Choi Min-sik (최민식?, Choe Min-sikLR, Ch'oe MinsikMR; Seul, 27 aprile 1962) è un attore sudcoreano.

## Biografia
Dopo aver lavorato molti anni a teatro, soprattutto negli anni novanta, si dedica prevalentemente al cinema a partire dal nuovo millennio. Si fece notare per il suo ruolo in Swiri (1999), ma è grazie al ruolo del pittore Jang Seung-eop in Ebbro di donne e di pittura (2002) di Im Kwon-taek che guadagna più visibilità. Raggiunge la notorietà internazionale diretto da Park Chan-wook in Oldboy (2003), tornando a lavorare nuovamente con Chan-wook nel suo successivo film Lady Vendetta e interpretando questa volta l'esatto contrario del ruolo che lo ha reso famoso, ossia un assassino che è ricercato da una donna che cerca vendetta.

## Filmografia parziale

### Cinema
- Kuro Arirang (Guro Arirang) regia di Park Jong-won (1989)
- All That Falls Has Wings (Churakhaneun geos eun nalgaega itda), regia di Jang Gil-su (1990)
- Our Twisted Hero (Urideul-ui ilgeuleojin yeongung), regia di Park Jong-won (1992)
- May Our Love Stay This Way (Uri Sarang Idyaero), regia di Jeong-su Kang (1992)
- Sara Is Guilty (Saraneun yujoi), regia di Yu Ji-yeong (1993)
- Mom, the Star, and the Sea Anemone (Malmijal), regia di Hyun Mok Yoo (1995)
- No.3 (Neombeo3), regia di Han Suk-kyu (1997)
- Jo-yonghan gajok, regia di Kim Ji-woon (1998)
- Swiri, regia di Kang Je-gyu (1998)
- Ebbro di donne e di pittura (Chihwaseon), regia di Im Kwon-taek (2002)
- Oldboy (Oldeuboi), regia di Park Chan-wook (2003)
- Brothers of War - Sotto due bandiere (Taegukgi hwinallimyo), regia di Kang Je-kyu (2004)
- Jumeoki unda, regia di Ryoo Seung-wan (2005)
- Lady Vendetta (Chinjeolhan geumjassi), regia di Park Chan-wook (2005)
- I Saw the Devil (Angmareul bo-atda), regia di Kim Ji-woon (2010)
- Leafie - La storia di un amore (Madang-eul naon amtalk), regia di Oh Sung-yoon (2011) - voce
- Lucy, regia di Luc Besson (2014)
- L'impero e la gloria - Roaring Currents (Myeongnyang), regia di Kim Han-min (2014)
- Daeho, regia di Park Hoon-jung (2015)
- The Mayor (Teukbyeolsimin), regia di Park In-je (2017)
- Heart Blackened (Chimmuk), regia di Jung Ji-woo (2017)
- The Battle: Roar to Victory (Bong-odong jeontu), regia di Won Shin-yun (2019)
- Forbidden Dream (Cheonmun: haneul-e mudneunda), regia di Hur Jin-ho (2019)
- Heaven: Haengbog-ui nararo, regia di Im Sang-soo (2021)
- In Our Prime (Isanghan Naraeui Suhakja), regia di Park Dong-hoon (2022)
- Exhuma (Pamyo), regia di Jang Jae-hyun (2024)

### Televisione
- Big Bet - La grande scommessa (카지노?, KajinoLR) – serie TV (2022-2023)

## Doppiatori italiani
- Roberto Draghetti in Old Boy, Lady Vendetta
- Dario Oppido in L'impero e la gloria - Roaring Currents